# Paronychodon lacustris
Paronychodon lacustris Cope, 1876 è stato un dinosauro carnivoro, forse appartenente ai troodontidi. Visse nel Cretaceo superiore (Campaniano, circa 75 milioni di anni fa) e i suoi resti fossili (esclusivamente denti) sono stati ritrovati in Montana (Usa).

## Tassonomia
Descritto per la prima volta nel 1876 da Edward Drinker Cope, Paronychodon è un cosiddetto "tooth taxon", ovvero un taxon istituito solo sulla base di denti fossili. I resti vennero ritrovati nella formazione Judith River, che ha restituito i fossili più completi di molti altri dinosauri. Successivamente, piccoli denti seghettati di forma molto simile a quelli ritrovati nella Judith River sono stati rinvenuti in numerose altre formazioni fossilifere del Cretaceo, come la formazione Lance (Maastrichtiano, circa 65 milioni di anni fa) nel Wyoming o la formazione Una in Spagna, databile al Cretaceo inferiore (Barremiano, circa 125 milioni di anni fa). Data l'eccezionale estensione temporale e geografica di questi fossili, e anche a causa della loro incompletezza, è estremamente improbabile che Paronychodon possa rappresentare un genere valido, o quantomeno che i fossili successivamente attribuiti siano effettivamente dello stesso genere di dinosauri. I denti assegnati a Paronychodon sono tutti piccoli, e potrebbero essere appartenuti a esemplari giovanili di vari deinonicosauri.
Paronychodon è stato avvicinato ad altri dinosauri carnivori conosciuti solo per denti (Zapsalis, i cui denti sono più grandi) e mandibole con denti (Richardoestesia), sempre provenienti dal Nordamerica. In ogni caso, questi resti sono stati di volta in volta avvicinati ai celuridi, agli ornitomimosauri, ai dromeosauridi, agli archeotterigidi, ai troodontidi, ma potrebbero rappresentare altri tipi di teropodi celurosauri. Attualmente si considerano Paronychodon e Zapsalis niente più che denti di teropodi indeterminati, ma alcuni studiosi li ritengono appartenenti ai dromeosauridi. Uno studio (Hwang, 2005) ha mostrato che lo smalto dei denti è identico a quello del troodontide Byronosaurus, vissuto nel Cretaceo superiore in Mongolia.